# 陈洋
陈洋（1977年1月23日—），是一名已退役的中国足球运动员和现役足球教练。曾执教中超联赛球队长春亚泰。

## 球员生涯
1985年，8岁的陈洋入选辽宁少年队，之后又顺利被提升进入辽宁青年队，师从张引。1995年进入辽宁队一线队，曾是球队的主力球员，但在1998年下半年他被检查出有心肌问题，之后逐渐沦为替补。2001年曲圣卿离队后，陈洋重新进入主力阵容，但2002年又因为王新欣加入而逐渐淡出主力阵容。2003赛季结束后，陈洋被辽宁队挂牌，进入转会名单。2004年1月，虽然他一度拒绝加盟中甲联赛球队南京有有，但最终还是被租借到南京有有一年，以抵消张海峰加盟辽宁队的转会费。陈洋在2004赛季担任南京有有的队长，出场28次，射进6球。赛季结束后虽然陈洋有意留在南京有有，但由于南京有有无法接受其高额转会费，最终回归辽宁队。2005赛季结束后，未满30岁的陈洋即宣布退役。

## 教练生涯
辽宁队在陈洋退役后邀请他担任球队梯队教练，但他选择暂时离开足球圈并和朋友一起开设餐厅。不过在2007年，他加入辽宁队教练组，负责二队的训练工作。2008年，他成为一队的助理教练，先后辅佐马林和高升。2014年4月9日，辽宁宏运宣布批准高升的辞职申请，由助理教练陈洋出任球队代理主教练。2020年4月5日起担任长春亚泰教练。